# هاري لي (منافس ألعاب قوى)
هاري لي (بالإنجليزية: Harry Lee)‏ هو منافس ألعاب قوى أمريكي، ولد في 22 فبراير 1877 في واترلو في بلجيكا، وتوفي في 10 مارس 1937 في لوس أنجلوس في الولايات المتحدة.

## وصلات خارجية
- هاري لي على موقع أوليمبيديا (الإنجليزية)